# 八仙海岸
八仙海岸（英語：Formosa Fun Coast，又稱：八仙海岸樂園、八仙水上樂園，通稱八仙樂園），是一座曾經位處台灣新北市八里區、鄰近西濱快速公路及台北港的北台灣地區大型水上樂園。1989年7月8日開園時稱「八仙樂園」，屬於萬海航運集團的董事長家族私人的投資企業。目前因八仙樂園彩色派對火災已被迫結束營運。
2015年6月27日，該樂園租給玩色創意公司舉辦粉塵派對，發生粉塵火災事故，被新北市政府勒令無限期停止營業。

## 歷史
1986年，士林紙業與萬海海運的負責人陳朝傳與八里前代表會主席楊秀雄共同創辦了八仙樂園。在楊秀雄過世後，陳朝傳獨資經營，將經營權交給長女陳慧穎。
1989年7月8日，八仙樂園正式開幕。
2001年3月31日，八仙樂園正式改名為八仙海岸。
2002年5月，由於水質太髒，園區關閉一個月。
2003年，陳姓男子溺水意外。
2005年11月，男童溺水意外。

### 彩色派對火災
2015年6月27日，發生八仙樂園彩色派對火災，被時任新北市市長朱立倫下令無限期停止營業。該事故共造成15死484傷。
2015年9月2日，受無限期停業影響，八仙樂園以精簡人事為由資遣員工，預計於當月10日、20日、30日分批資遣管理部副理1人、餐飲部10人及客房櫃檯2人等13名員工，並發放總額156萬資遣費。
2017年3月1日，由於八仙樂園前年發生彩色派對粉塵火災事故，遭交通部觀光署裁罰並勒令全部園區立即停業，八仙不服提起行政訴訟。台北高等行政法院審理後認為，整個園區勒令停業不符比例原則，所以3月1日判決撤銷「停止營業」的處分，但全案仍可上訴，但事發後，觀光局以違反觀光條例，未經核准分割出租觀光遊樂設施，依舊需裁罰八仙樂園5萬元，並勒令全部園區停業直到調查釐清及改善缺失為止，而塵爆是因高溫引燃粉塵，且違規營業的區域只是園區的一部分，其他區域並無違規事宜。觀光局沒有證據認定其他區域有缺失且立即有公共危險，卻命令八仙無限期停止「整個八仙海岸園區」營業，違反比例原則，超過防止公共危險的目的，嚴重損害八仙業者的財產權、營業權，因此判決撤銷「停止營業」的處分，罰鍰部分則不變，不過迄今仍未實現復業。
2017年6月26日，八仙仍未恢復營業，其名下財產被法院進行假扣押，因沒有收入而資遣底下12名員工，故2017年夏季仍未進行營運。
2019年6月23日，八仙樂園開始拆除占國有地上的建築物。

## 資料來源
1. ↑  陳雅潔. . 台灣蘋果日報. 2004-07-11  [2015-06-27]. （原始内容存档于2015-06-30）.
2. ↑  任羿馨. . 蘋果日報. 2015-06-27  [2015-06-27]. （原始内容存档于2015-07-02）.
3. ↑  曾佳俊、黃靖文. . 蘋果日報. 2015-09-02  [2015-09-02]. （原始内容存档于2015-09-05） （中文）.
4. ↑  林昭彰.勒令停業處分撤銷 八仙樂園今年夏天開園仍無望.聯合報即時報導.2017-06-26 
（页面存档备份，存于）
5. ↑  曾伯愷、黃子騰、莊淇鈞. . 蘋果日報. 2019-06-23  [2019-06-23]. （原始内容存档于2021-07-09） （中文）.

## 外部連結
- 八仙海岸（页面存档备份，存于）
- 八仙大唐溫泉（页面存档备份，存于）
- 八仙詩泊溫旅（页面存档备份，存于）
- 八仙生態世界（页面存档备份，存于）
- 八仙水上樂園的Facebook專頁